# Baja Carniola
La Baja Carniola (esloveno: Dolenjska; alemán: Unterkrain) es una región tradicional de Eslovenia. Forma parte del territorio histórico de la corona de los Habsburgo en Carniola. La región de la Carniola Blanca se suele considerar parte de la Baja Carniola. La capital histórica de la región es Novo Mesto. Otros centros urbanos son Kočevje, Grosuplje, Krško, Brežice, Trebnje, Črnomelj, Semič, y Metlika.